# Mnia
Genre
Synonymes
- Mina Raffray, 1890 (remplacé car préoccupé par Mina Walker, 1858)

Mnia est un genre de coléoptères de la famille des Staphylinidae et de la sous-famille des Pselaphinae.

## Systématique
Le genre Mnia a été créé en 1989 par les entomologistes américains Alfred Francis Newton (d) (1944-) et Donald S. Chandler (d) (1949-) avec comme espèce type Mnia elegans et ce en remplacement du nom Mina déjà occupé.

## Liste d'espèces
Selon GBIF (24 août 2021) :
- Mnia angusticeps (Löbl, 1973)
- Mnia antennalis (Löbl, 1973)
- Mnia bella (Löbl, 1973)
- Mnia brevicornis (Löbl, 1973)
- Mnia brevipilis (Löbl, 1973)
- Mnia browni (Löbl, 1973)
- Mnia bryanti (Löbl, 1973)
- Mnia dux (Löbl, 1973)
- Mnia elegans (Raffray, 1890)
- Mnia eucera (Löbl, 1973)
- Mnia fallax (Löbl, 1973)
- Mnia fossulata (Löbl, 1973)
- Mnia franzi (Löbl, 1973)
- Mnia frontalis (Löbl, 1973)
- Mnia gracilis (Löbl, 1973)
- Mnia laticollis (Raffray, 1897)
- Mnia macrops (Löbl, 1973)
- Mnia murphyi (Löbl, 1973)
- Mnia mussardi (Löbl, 1973)
- Mnia mutator (Löbl, 1973)
- Mnia nasuta (Raffray, 1904)
- Mnia puncticeps (Löbl, 1973)
- Mnia rugiceps (Raffray, 1897)
- Mnia simulans (Löbl, 1973)
- Mnia soror (Löbl, 1973)
- Mnia sulcicollis (Löbl, 1973)
- Mnia taylori (Löbl, 1973)
- Mnia tuberculata (Löbl, 1973)
- Mnia variabilis (Löbl, 1973)
- Mnia varians (Löbl, 1973)
- Mnia velaris (Löbl, 1973)

## Publication originale
- (en) Alfred F. Newton et Donald S. Chandler, « World catalog of the genera of Pselaphidae (Coleoptera) », Fieldiana: Zoology, Chicago, FMNH, vol. 53,‎ 1989 (ISSN 0015-0754 et 2162-4291, OCLC 1426915, DOI 10.5962/BHL.TITLE.3209, lire en ligne).